# Joseph Carrara
Joseph Carrara (Hauteville-Lompnes, Ain, 9 de marzo de 1938 - Cormaranche-en-Bugey, 13 de julio de 2024) fue un ciclista francés que fue profesional entre 1958 y 1966. 

## Carrera deportiva
Consiguió ocho victorias durante su carrera deportiva, entre las cuales destaca la Volta a Cataluña de 1964 y una etapa en el Giro de Italia de 1962.

## Palmarés
1958
- 1º en Lubersac

1961
- 1º en la Annemasse-Bellegarde-Annemasse

1962
- 1 etapa en el Giro de Italia
- 1 etapa al Gran Premio de Fourmies

1963
- Gran Premio de Antibes

1964
- Volta a Cataluña , más 1 etapa
- Gran Premio de Thizy

1965
- Auxerre

### Resultados en el Tour de Francia
- 1962. Abandona

### Resultados en el Giro de Italia
- 1962. Vencedor de una etapa